# أيزاياه مايلز
أيزاياه مايلز (9 يونيو 1994 ببالتيمور في الولايات المتحدة - ) (بالإنجليزية: Isaiah Miles)‏ هو لاعب كرة سلة أمريكي في مركز هجوم قوي الجسم.

## وصلات خارجية
- أيزاياه مايلز على موقع الدوري الأوروبي لكرة السلة (الإنجليزية)
- أيزاياه مايلز على موقع سبورتس رفرنس (الإنجليزية)
- أيزاياه مايلز على موقع كرة السلة الأوروبية.كوم (الإنجليزية)
- أيزاياه مايلز على موقع DraftExpress.com (الإنجليزية)
- أيزاياه مايلز على موقع كلية كرة السلة في سبورتس رفرنس.كوم (الإنجليزية)
- أيزاياه مايلز على موقع ريلجم (الإنجليزية)
- أيزاياه مايلز على موقع بروبوليرز (الإنجليزية)
- أيزاياه مايلز على موقع سبورتس رفرنس (الإنجليزية)
- أيزاياه مايلز على موقع سبورتس رفرنس (الإنجليزية)